# Listă de aeroporturi după codul IATA: G
Mai jos este lista de aeroporturi al căror cod IATA începe cu litera G.
Această listă este generată cu date din Wikidata și este actualizată periodic de un robot.
 Editările făcute în listă vor fi șterse la următoarea actualizare!
| Imagine | Cod IATA | Articol                                                        |
| ------- | -------- | -------------------------------------------------------------- |
|         | GLM      | Aeroportul Glenormiston                                        |
|         | GAU      | Aeroportul Internațional Lokpriya Gopinath Bordoloi            |
|         | GOV      | Aeroportul Gove                                                |
|         | GGS      | Aeroportul Gobernador Gregores                                 |
|         | GDT      | Aeroportul JAGS McCartney                                      |
|         | GOG      | Aeroportul Gobabis                                             |
|         | GME      | Aeroportul Gomel                                               |
|         | GAZ      | Aeroportul Guasopa                                             |
|         | GBA      | Aeroportul Cotswold                                            |
|         | GJT      | Aeroportul Regional Grand Junction                             |
|         | GPT      | Aeroportul Internațional Gulfport-Biloxi                       |
|         | GUA      | Aeroportul Internațional La Aurora                             |
|         | GUY      | Aeroportul Municipal Guymon                                    |
|         | GBK      | Aeroportul Gbangbatoke                                         |
|         | GHE      | Aeroportul Garachiné                                           |
|         | GIR      | Aeroportul Santiago Vila                                       |
|         | GSW      | Aeroportul Greater Southwest                                   |
|         | GTS      | Aeroportul The Granites                                        |
|         | GZA      | Aeroportul Internațional Yasser Arafat                         |
|         | GBB      | Aeroportul Qabala                                              |
|         | GBJ      | Aeroportul Marie-Galante                                       |
|         | GNJ      | Aeroportul Internațional Ganja                                 |
|         | GAO      | Aeroportul Mariana Grajales                                    |
|         | GUC      | Aeroportul Regional Gunnison–Crested Butte                     |
|         | GML      | Aeroportul Gostomel                                            |
|         | GEF      | Aeroportul Geva                                                |
|         | GRV      | Aeroportul Grozny                                              |
|         | GKT      | Aeroportul Gatlinburg-Pigeon Forge                             |
|         | GHA      | Aeroportul Noumérat – Moufdi Zakaria                           |
|         | GST      | Aeroportul Gustavus                                            |
|         | GLI      | Aeroportul Glen Innes                                          |
|         | GLJ      | Aeroportul La Jagua                                            |
|         | GRX      | Aeroportul Federico García Lorca                               |
|         | GGE      | Aeroportul Georgetown County                                   |
|         | GUR      | Aeroportul Gurney                                              |
|         | GYD      | Aeroportul Internațional Heydar Aliyev                         |
|         | GSP      | Aeroportul Internațional Greenville-Spartanburg                |
|         | GNT      | Aeroportul Municipal Grants-Milan                              |
|         | GIB      | Aeroportul Internațional Gibraltar                             |
|         | GIT      | Aeroportul Geita                                               |
|         | GTF      | Aeroportul Great Falls                                         |
|         | GTP      | Aeroportul Grants Pass                                         |
|         | GTY      | Aeroportul Regional Gettysburg                                 |
|         | GBU      | Aeroportul Khashm El Girba                                     |
|         | GBR      | Aeroportul Walter J. Koladza                                   |
|         | GER      | Aeroportul Rafael Cabrera Mustelier                            |
|         | GRE      | Aeroportul Greenville                                          |
|         | GAS      | Aeroportul Garissa                                             |
|         | GIL      | Aeroportul Gilgit                                              |
|         | GOP      | Aeroportul Gorakhpur                                           |
|         | GLF      | Aeroportul Golfito                                             |
|         | GDB      | Aeroportul Gondia                                              |
|         | GAF      | Aeroportul Internațional Gafsa – Ksar                          |
|         | GDG      | Aeroportul Magdagachi                                          |
|         | GFK      | Aeroportul Internațional Grand Forks                           |
|         | GCI      | Aeroportul Guernsey                                            |
|         | GLN      | Aeroportul Guelmim                                             |
|         | GMA      | Aeroportul Gemena                                              |
|         | GMD      | Aeroportul Ben Slimane                                         |
|         | GNG      | Aeroportul Municipal Gooding                                   |
|         | GOR      | Aeroportul Gore                                                |
|         | GRR      | Aeroportul Internațional Gerald R. Ford                        |
|         | GUD      | Aeroportul Goundam                                             |
|         | GWA      | Aeroportul Gwa                                                 |
|         | GID      | Aeroportul Gitega                                              |
|         | GON      | Aeroportul Groton-New London                                   |
|         | GOT      | Aeroportul Gothenburg-Landvetter                               |
|         | GOT      | Aeroportul Torslanda                                           |
|         | GCM      | Aeroportul Internațional Owen Roberts                          |
|         | GIC      | Aeroportul Boigu Island                                        |
|         | GDM      | Aeroportul Municipal Gardner                                   |
|         | GBD      | Aeroportul Municipal Great Bend                                |
|         | GBM      | Aeroportul Garbaharey                                          |
|         | GDW      | Aeroportul Gladwin Zettel Memorial                             |
|         | GFF      | Aeroportul Griffith                                            |
|         | GHU      | Aeroportul Gualeguaychú                                        |
|         | GIG      | Aeroportul Internațional Rio de Janeiro-Galeão                 |
|         | GMN      | Aeroportul Greymouth                                           |
|         | GMR      | Aeroportul Totegegie                                           |
|         | GOK      | Aeroportul Regional Guthrie–Edmond                             |
|         | GPI      | Aeroportul Guapi                                               |
|         | GRB      | Aeroportul Internațional Green Bay–Austin Straubel             |
|         | GSU      | Aeroportul Gedaref                                             |
|         | GTT      | Aeroportul Georgetown                                          |
|         | GWD      | Aeroportul Gwadar                                              |
|         | GYM      | Aeroportul Internațional General José María Yáñez              |
|         | GYR      | Aeroportul Phoenix Goodyear                                    |
|         | GYS      | Aeroportul Guangyuan Panlong                                   |
|         | GHT      | Aeroportul Ghat                                                |
|         | GOZ      | Aeroportul Gorna Oryahovitsa                                   |
|         | GOM      | Aeroportul Goma                                                |
|         | GPZ      | Aeroportul Grand Rapids – Itasca County                        |
|         | GEO      | Aeroportul Internațional Cheddi Jagan                          |
|         | GJR      | Aeroportul Gjögur                                              |
|         | GLD      | Aeroportul Municipal Goodland                                  |
|         | GHS      | Aeroportul West Kutai Melalan                                  |
|         | GLW      | Aeroportul Municipal Glasgow                                   |
|         | GNM      | Aeroportul Guanambi                                            |
|         | GOJ      | Aeroportul Internațional Nizhny Novgorod                       |
|         | GSJ      | Aeroportul San José                                            |
|         | GGR      | Aeroportul Internațional Garowe                                |
|         | GOQ      | Aeroportul Golmud                                              |
|         | GPA      | Aeroportul Araxos                                              |
|         | GYG      | Aeroportul Magan                                               |
|         | GEG      | Aeroportul Internațional Spokane                               |
|         | GII      | Aeroportul Siguiri                                             |
|         | GCK      | Aeroportul Regional Garden City                                |
|         | GEV      | Aeroportul Gällivare                                           |
|         | GNV      | Aeroportul Regional Gainesville                                |
|         | GSV      | Aeroportul Internațional Gagarin                               |
|         | GUV      | Aeroportul Mougulu                                             |
|         | GCT      | Aeroportul Grand Canyon Bar 10                                 |
|         | GZT      | Aeroportul Oğuzeli                                             |
|         | GJM      | Aeroportul Guajará-Mirim                                       |
|         | GOU      | Aeroportul Garoua                                              |
|         | GOA      | Aeroportul Genova Cristofor Columb                             |
|         | GRN      | Aeroportul Municipal Gordon                                    |
|         | GRM      | Aeroportul Grand Marais/Cook County                            |
|         | GQQ      | Aeroportul Municipal Galion                                    |
|         | GNA      | Aeroportul Hrodna                                              |
|         | GGD      | Aeroportul Gregory Downs                                       |
|         | GKD      | Aeroportul Gökçeada                                            |
|         | GAL      | Aeroportul Edward G. Pitka Sr.                                 |
|         | GGG      | Aeroportul Regional East Texas                                 |
|         | GRU      | Aeroportul Internațional São Paulo-Guarulhos                   |
|         | GGB      | Aeroportul Água Boa                                            |
|         | GLX      | Aeroportul Garmalamo                                           |
|         | GOB      | Aeroportul Robe                                                |
|         | GRD      | Aeroportul Greenwood County                                    |
|         | GSO      | Aeroportul Internațional Piedmont Triad                        |
|         | GED      | Aeroportul Delaware Coastal                                    |
|         | GAA      | Aeroportul Guaymaral                                           |
|         | GAA      | Aeroportul Guamal                                              |
|         | GYE      | Aeroportul Internațional José Joaquín de Olmedo                |
|         | GHC      | Aeroportul Great Harbour Cay                                   |
|         | GAJ      | Aeroportul Yamagata                                            |
|         | GPD      | Aeroportul Mount Gordon                                        |
|         | GRI      | Aeroportul Regional Central Nebraska                           |
|         | GWL      | Aeroportul Gwalior                                             |
|         | GES      | Aeroportul General Santos                                      |
|         | GUM      | Aeroportul Internațional Antonio B. Won Pat                    |
|         | GBL      | Aeroportul South Goulburn Island                               |
|         | GDL      | Guadalajara                                                    |
|         | GDL      | Aeroportul Internațional Miguel Hidalgo y Costilla Guadalajara |
|         | GRG      | Aeroportul Gardez                                              |
|         | GUQ      | Aeroportul Guanare                                             |
|         | GHB      | Aeroportul Governor's Harbour                                  |
|         | GLA      | Aeroportul Glasgow                                             |
|         | GLK      | Aeroportul Internațional Abdullahi Yusuf                       |
|         | GLL      | Aeroportul Gol                                                 |
|         | GLT      | Aeroportul Gladstone                                           |
|         | GNN      | Aeroportul Ghinnir                                             |
|         | GRW      | Aeroportul Graciosa                                            |
|         | GRZ      | Aeroportul Graz                                                |
|         | GSE      | Aeroportul Gothenburg City                                     |
|         | GSR      | Aeroportul Gardo                                               |
|         | GUB      | Aeroportul Guerrero Negro                                      |
|         | GVA      | Aeroportul Internațional Geneva                                |
|         | GIS      | Aeroportul Gisborne                                            |
|         | GGF      | Aeroportul Almeirim                                            |
|         | GCW      | Aeroportul Grand Canyon West                                   |
|         | GPS      | Aeroportul Seymour                                             |
|         | GDQ      | Aeroportul Gondar                                              |
|         | GYU      | Aeroportul Guyuan Liupanshan                                   |
|         | GUF      | Aeroportul Jack Edwards                                        |
|         | GOH      | Aeroportul Nuuk                                                |
|         | GXY      | Aeroportul Greeley–Weld County                                 |
|         | GMO      | Aeroportul Gombe Lawanti                                       |
|         | GGC      | Aeroportul Lumbala                                             |
|         | GPL      | Aeroportul Guápiles                                            |
|         | GUP      | Aeroportul Municipal Gallup                                    |
|         | GAP      | Aeroportul Gusap                                               |
|         | GRS      | Aeroportul Grosseto                                            |
|         | GVL      | Aeroportul Lee Gilmer Memorial                                 |
|         | GMP      | Aeroportul Internațional Gimpo                                 |
|         | GAM      | Aeroportul Gambell                                             |
|         | GLG      | Aeroportul Glengyle                                            |
|         | GUH      | Aeroportul Gunnedah                                            |
|         | GXF      | Aeroportul Sayun                                               |
|         | GXQ      | Aeroportul Teniente Vidal                                      |
|         | GYN      | Aeroportul Santa Genoveva                                      |
|         | GTO      | Aeroportul Jalaluddin                                          |
|         | GWY      | Aeroportul Galway                                              |
|         | GVT      | Aeroportul Majors                                              |
|         | GOO      | Aeroportul Goondiwindi                                         |
|         | GLR      | Aeroportul Regional Gaylord                                    |
|         | GXX      | Aeroportul Yagoua                                              |
|         | GAH      | Aeroportul Gayndah                                             |
|         | GMQ      | Aeroportul Golog                                               |
|         | GSA      | Aeroportul Long Pasia                                          |
|         | GRJ      | Aeroportul George                                              |
|         | GMM      | Aeroportul Gamboma                                             |
|         | GPN      | Aeroportul Garden Point                                        |
|         | GFO      | Aeroportul Bartica                                             |
|         | GEX      | Aeroportul Geelong                                             |
|         | GLB      | Aeroportul San Carlos Apache                                   |
|         | GDN      | Aeroportul Gdańsk Lech Wałęsa                                  |
|         | GOI      | Aeroportul Dabolim                                             |
|         | GAN      | Aeroportul Internațional Gan                                   |
|         | GFL      | Aeroportul Floyd Bennett Memorial                              |
|         | GAE      | Aeroportul Internațional Gabès – Matmata                       |
|         | GEL      | Aeroportul Santo Ângelo                                        |
|         | GGT      | Aeroportul Exuma                                               |
|         | GSQ      | Aeroportul Sharq Al-Owainat                                    |
|         | GYI      | Aeroportul Gisenyi                                             |
|         | GZI      | Aeroportul Ghazni                                              |
|         | GUL      | Aeroportul Goulburn                                            |
|         | GUO      | Aeroportul Guriceel                                            |
|         | GDV      | Aeroportul Dawson Community                                    |
|         | GBW      | Aeroportul Ginbata                                             |
|         | GOX      | Aeroportul Mopa                                                |
|         | GTR      | Aeroportul Regional Golden Triangle                            |
|         | GIZ      | Aeroportul regional Jizan                                      |
|         | GVX      | Aeroportul Gävle-Sandviken                                     |
|         | GAD      | Aeroportul Regional Northeast Alabama                          |
|         | GPO      | Aeroportul General Pico                                        |
|         | GSN      | Aeroportul Mount Gunson                                        |
|         | GGH      | Aeroportul Cianorte                                            |
|         | GIF      | Aeroportul Winter Haven's Gilbert                              |
|         | GSM      | Aeroportul Dayrestan                                           |
|         | GND      | Aeroportul Internațional Maurice Bishop                        |
|         | GRY      | Aeroportul Grímsey                                             |
|         | GEA      | Aeroportul Nouméa Magenta                                      |
|         | GGN      | Aeroportul Gagnoa                                              |
|         | GRO      | Aeroportul Girona-Costa Brava                                  |
|         | GBG      | Aeroportul Municipal Galesburg                                 |
|         | GDC      | Aeroportul Donaldson Center                                    |
|         | GAB      | Aeroportul Gabbs                                               |
|         | GSL      | Aeroportul Taltheilei Narrows                                  |
|         | GRQ      | Aeroportul Groningen Eelde                                     |
|         | GZW      | Aeroportul Qazvin                                              |
|         | GBI      | Aeroportul Gulbarga                                            |
|         | GNI      | Aeroportul Lyudao                                              |
|         | GGO      | Aeroportul Guiglo                                              |
|         | GVR      | Aeroportul Governador Valadares                                |
|         | GVE      | Aeroportul Municipal Gordonsville                              |
|         | GMZ      | Aeroportul La Gomera                                           |
|         | GAQ      | Aeroportul Internațional Gao                                   |
|         | GGW      | Aeroportul Glasgow Valley                                      |
|         | GKK      | Aeroportul Kooddoo                                             |
|         | GSI      | Aeroportul Grand-Santi                                         |
|         | GYA      | Aeroportul Guayaramerín                                        |
|         | GDE      | Aeroportul Gode                                                |
|         | GZO      | Aeroportul Nusatupe                                            |
|         | GMB      | Aeroportul Gambela                                             |
|         | GCH      | Aeroportul Gachsaran                                           |
|         | GDA      | Aeroportul Gounda                                              |
|         | GUI      | Aeroportul Güiria                                              |
|         | GNB      | Aeroportul Grenoble-Isère                                      |
|         | GYP      | Aeroportul Gympie                                              |
|         | GKH      | Aeroportul Gorkha                                              |
|         | GOL      | Aeroportul Municipal Gold Beach                                |
|         | GBE      | Aeroportul Internațional Sir Seretse Khama                     |
|         | GXG      | Aeroportul Negage                                              |
|         | GUU      | Aeroportul Grundarfjörður                                      |
|         | GFN      | Aeroportul Regional Clarence Valley                            |
|         | GTE      | Aeroportul Groote Eylandt                                      |
|         | GCY      | Aeroportul Municipal Greeneville-Greene County                 |
|         | GNS      | Aeroportul Binaka                                              |
|         | GSC      | Aeroportul Gascoyne Junction                                   |
|         | GDJ      | Aeroportul Gandajika                                           |
|         | GKA      | Aeroportul Goroka                                              |
|         | GLE      | Aeroportul Municipal Gainesville                               |
|         | GSH      | Aeroportul Municipal Goshen                                    |
|         | GCC      | Aeroportul Gillette–Campbell County                            |
|         | GLU      | Aeroportul Gelephu                                             |
|         | GTG      | Aeroportul Municipal Grantsburg                                |
|         | GAC      | Aeroportul Celaque                                             |
|         | GMU      | Aeroportul Greenville Downtown                                 |
|         | GNR      | Aeroportul Dr. Arturo Umberto Illia                            |
|         | GUW      | Aeroportul Atyrau                                              |
|         | GFY      | Aeroportul Grootfontein                                        |
|         | GYY      | Aeroportul Internațional Gary/Chicago                          |
|         | GZP      | Aeroportul Antalya Gazipasa-Alanya                             |
|         | GXA      | Aeroportul Beringin                                            |
|         | GMI      | Aeroportul Gasmata                                             |
|         | GNU      | Aeroportul Goodnews                                            |
|         | GIY      | Aeroportul Giyani                                              |
|         | GXH      | Aeroportul Gannan Xiahe                                        |
|         | GDO      | Aeroportul Guasdualito                                         |
|         | GVI      | Aeroportul Green River                                         |
|         | GDX      | Aeroportul Sokol                                               |
|         | GNY      | Aeroportul Şanlıurfa GAP                                       |
|         | GBH      | Aeroportul Galbraith Lake                                      |
|         | GDZ      | Aeroportul Gelendzhik                                          |
|         | GJA      | Aeroportul Guanaja                                             |
|         | GBT      | Aeroportul Gorgan                                              |
|         | GZG      | Aeroportul Garzê Gesar                                         |
|         | GAY      | Aeroportul Internațional Gaya                                  |
|         | GIU      | Aeroportul Sigiriya                                            |
|         | GRK      | Aeroportul Regional Killeen–Fort Hood                          |
|         | GKN      | Aeroportul Gulkana                                             |
|         | GHV      | Aeroportul Internațional Brașov-Ghimbav                        |
|         | GCJ      | Aeroportul Grand Central                                       |
|         | GLV      | Aeroportul Golovin                                             |
|         | GUZ      | Aeroportul Guarapari                                           |
|         | GAX      | Aeroportul Gamba                                               |
|         | GJL      | Aeroportul Jijel Ferhat Abbas                                  |
|         | GLH      | Aeroportul Regional Mid Delta                                  |
|         | GDP      | Aeroportul Guadalupe                                           |
|         | GCN      | Aeroportul Grand Canyon National Park                          |
|         | GLO      | Aeroportul Gloucestershire                                     |
|         | GEY      | Aeroportul South Big Horn County                               |
|         | GET      | Aeroportul Geraldton                                           |
|         | GPB      | Aeroportul Guarapuava                                          |
|         | GNZ      | Aeroportul Ghanzi                                              |
|         | GWS      | Aeroportul Municipal Glenwood Springs                          |